# Кремль (предприятие)
«Кремль» — федеральное государственное унитарное предприятие Управления делами Президента Российской Федерации, существовавшее в период 1999—2007 годов и занимавшееся проведением массовых и развлекательных мероприятий на территории Московского Кремля, на Красной площади и объектах, принадлежащих Управделами. Генеральный директор — Владимир Киселёв.
ФГУП «Кремль» принадлежали все права на товарный знак «Московский Кремль».
Деятельность предприятия неоднократно подвергалась критике, так, в 2006 году из-за плохой организации были перенесены дата и место выступления певицы Мадонны, а ещё раньше — отменён концерт Эрика Клэптона на Красной площади.